# Gustavo Reiz
Gustavo Reiz (Niterói, 18 de novembro de 1981) é um autor e escritor brasileiro. Na televisão destacou-se como autor de Os Ricos Também Choram (2005) e do sucesso Escrava Mãe (2016), vencedora do prêmio internacional Seoul International Drama Awards.

## Biografia
Entre as peças de sua autoria, esteve a comédia juvenil Confidências e Confusões Masculinas, que atraiu mais de 50 mil espectadores em todo o país e V.I.P. - Verdades Inquietantes de uma Profissão. Na TV, foi um dos roteiristas da versão brasileira da telenovela Os Ricos Também Choram, exibida pelo SBT e da novela Luz do Sol, na RecordTV. Na mesma emissora, assinou a minissérie Sansão e Dalila e colaborou no seriado Fora de Controle. É um dos escritores preferidos do público juvenil, tendo cinco livros publicados pela editora Rocco: Bate Coração, Confidências, confusões e... garotas!, Sonhos de umas férias de verão, Confidências, confusões e... mais garotas! e Proibida pra Mim.
Ingressou na TV aos 22 anos, convidado pelo diretor David Grimberg para participar de um workshop de roteiro, com Doc Comparato, no SBT. Após o curso, foi contratado para fazer parte do núcleo de teledramaturgia da emissora paulista. Trabalhou por quatro meses como coordenador de texto, sendo assistente do roteirista Doc Comparato. Foi convidado pelo autor Marcos Lazarini para ser um dos roteiristas da novela Os Ricos Também Choram, ao lado de Aimar Labaki e Conchi. A telenovela foi ao ar até janeiro de 2006. Por esse trabalho, a equipe fora indicada ao 8º. Prêmio Contigo, de melhor texto.
Na RecordTV, assinou seu primeiro trabalho como autor titular: a minissérie Sansão e Dalila, exibida com grande sucesso em janeiro de 2011, tendo Mel Lisboa e Fernando Pavão como os protagonistas. Direção geral é de João Camargo. A produção de 18 capítulos conquistou o público e marcou excelentes índices de audiência, chegando à liderança em seus últimos capítulos.
Em 2014, renovou seu contrato com a RecordTV por mais cinco anos Em 2016, escreveu Escrava Mãe, uma das telenovelas de maior audiência da emissora desde Vidas em Jogo (2011). Entre 2017 e 2018, assinou a autoria de Belaventura, telenovela medieval. Em 2019, deixa a RecordTV e assina um contrato de 3 anos com a TV Globo. Na emissora anterior, deixou a criação da sinopse original da telenovela Gênesis, a qual foi desenvolvida por Emílio Boechat, e escrita por Camilo Pellegrini, Raphaela Castro e Stephanie Ribeiro. Entre 2023 e 2024, Gustavo escreveu Fuzuê, sua primeira novela na TV Globo. Com direção artística de Fabrício Mamberti, a trama contou com Giovana Cordeiro, Nicolas Prattes e Marina Ruy Barbosa nos papéis principais.

## Vida pessoal
Em 2009 se casou com a atriz Manuela Duarte. Em junho de 2016 nasce seu primeiro filho, Théo.

## Filmografia

### Televisão
| Ano  | Título                 | Escalação       | Emissora | Parceiros titulares                    | Notas                       |
| ---- | ---------------------- | --------------- | -------- | -------------------------------------- | --------------------------- |
| 2005 | Os Ricos Também Choram | Autor principal | SBT      | Aimar Labaki                           | [ 13 ]                      |
| 2007 | Luz do Sol             | Colaborador     | Record   | Ana Maria Moretzsohn                   | [ 14 ]                      |
| 2011 | Sansão e Dalila        | Autor principal | Record   |                                        | [ 15 ]                      |
| 2012 | Fora de Controle       | Autor principal | Record   | Marcílio Moraes                        | [ 16 ]                      |
| 2014 | Milagres de Jesus      | Roteirista      | Record   | Renato Modesto                         | Episódio: "Os Dez Leprosos" |
| 2013 | Dona Xepa              | Autor principal | Record   |                                        | [ 18 ]                      |
| 2016 | Escrava Mãe            | Autor principal | Record   |                                        | [ 19 ]                      |
| 2017 | Belaventura            | Autor principal | Record   |                                        | [ 20 ]                      |
| 2023 | Fuzuê                  | Autor principal | TV Globo | Ricardo Linhares (Supervisão de texto) | [ 21 ] [ 22 ]               |

### Cinema
| Ano  | Título                             | Escalação  |
| ---- | ---------------------------------- | ---------- |
| 2013 | Soczum - O Herói que Existe em Nós | Roteirista |

## Como escritor
| Ano  | Livro                                      | Editora       |
| ---- | ------------------------------------------ | ------------- |
| 2006 | Bate Coração                               | Rocco         |
| 2007 | Confidências, confusões e... garotas       | Rocco         |
| 2008 | Sonhos de umas férias de verão             | Rocco         |
| 2010 | Confidências, confusões e... mais garotas! | Rocco         |
| 2012 | Proibida pra Mim                           | Rocco         |
| 2021 | Os Meninos Maluquinhos                     | Melhoramentos |

## Teatro
- 2014 - "Tudo por um pop star - a peça". Nova montagem baseada no livro de Thalita Rebouças. Direção: Pedro Vasconcelos
- 2013 - "Tudo por um pop star - o musical" - roteiro. Baseado no livro de Thalita Rebouças. Direção: Pedro Vasconcelos
- 2006 - V.I.P. - Verdades inquietantes de uma profissão - autor, diretor e ator
- 2004 - Confidências e confusões masculinas - autor e ator
- 2000 - Batendo a real - autor e ator
- 1999 - Terminamos em verso - ator - texto e direção: Moisés Bittencourt
- 1999 - Poemas com problemas - ator - texto e direção: Moisés Bittencourt
- 1999 - Geração Trianon - ator - de Anamaria Nunes - direção: Cacá Mourthé
- 1998 - A Gata Borralheira - ator - de Maria Clara Machado - direção: Cacá Morthé
- 1997 - Troca-troca - ator, autor e diretor
- 1996 - João e Maria na floresta negra - ator - direção: Raul Toledo
- 1995 - De volta aos anos 60 - autor e ator - direção Marco Antônio Rosas
- 1995-1991:
- Encontro e encanto - ator - de Marco Antônio Rosas - direção: Paulo Soares
- Porsiana - ator - texto e direção: Marco Antônio Rosas
- O educandário do senhor Handley - ator - texto e direção: Marco Antônio Rosas
- O fantasma do Ego - ator - texto e direção: Marco Antônio Rosas
- Luzes do Ego - ator - texto e direção: Marco Antônio Rosas
- Convidados ao acaso - ator - texto e direção: Marco Antônio Rosas
- A desesperada fuga de Md.Castrin - ator - texto e direção: Marco Antônio Rosas
- O inimigo - ator - texto e direção: Marco Antônio Rosas